# Radio Emscher Lippe
Radio Emscher Lippe, bis Januar 2010 98.7 Radio Emscher Lippe, ist ein Lokalradio in den Städten Gladbeck, Bottrop und Gelsenkirchen. Es ging am 6. Oktober 1990 auf Sendung und bekam seine Lizenz von der Landesanstalt für Medien Nordrhein-Westfalen. Chefredakteur von Radio Emscher Lippe ist seit April 2020 Lennart Hemme. Seit Anfang 2024 hat die Redaktion hat ihren Sitz in Essen, wo die Funke-Mediengruppe vier Lokalradiosender gebündelt hat.

## Programm
Radio Emscher Lippe sendet in der Woche acht Stunden Lokalprogramm pro Tag. Dazu gehört zwischen 6.00 Uhr und 10.00 Uhr die Morgensendung, die von Vanessa Winkel und Timo Düngen moderiert wird. Die lokale Nachmittagssendung läuft von 14 bis 18 Uhr. Von 20 bis 21 Uhr präsentiert DJ Enrico Ostendorf „Radio Emscher Lippe in the Mix“, ein einstündiges, unmoderiertes DJ-Set.
Samstags ist Radio Emscher Lippe zwischen 8.00 Uhr und 12.00 Uhr und sonntags zwischen 9.00 Uhr und 12.00 Uhr lokal auf Sendung. Zusätzlich überträgt Radio Emscher Lippe alle Bundesligaspiele des FC Schalke 04. Das Restprogramm und die Nachrichten zur vollen Stunde werden vom Mantelprogrammanbieter Radio NRW übernommen. Radio Emscher Lippe ist ausschließlich werbefinanziert, erhält also kein Geld aus den Rundfunkbeiträgen. Vor den Nachrichten zur vollen Stunde läuft ein landesweit vermarkteter Werbeblock, zudem gibt es in der Regel einen lokalen Werbeblock vor den Nachrichten zur halben Stunde. Während des Lokalprogramms laufen bei Radio Emscher Lippe unter der Woche in der Regel alle halbe Stunde Nachrichten aus Nordrhein-Westfalen, Deutschland und der Welt sowie Lokalnachrichten aus den Städten Gladbeck, Bottrop und Gelsenkirchen. Außerdem melden sich die lokalen Nachrichten-Redakteure unter der Woche noch einmal um 18.30 Uhr und um 19.30 Uhr. Lokale und regionale Wetter- und Verkehrsmeldungen gibt es bei Radio Emscher Lippe während des Lokalprogramms ebenfalls zu jeder halben Stunde.

## Moderatoren
Das Frühteam bei Radio Emscher Lippe sind Vanessa Winkel und Timo Düngen. Die Nachmittagssendung moderieren im wöchentlichen Wechsel Corinna Hensel und Andreas Wiese. Weitere Moderatoren bei Radio Emscher Lippe sind Vera Körber, Steffi Steinmann, Finn Weyden und Lena Schweickhardt. In den Lokalnachrichten sind vor allem Annika Boenigk und Dirk Hübner zu hören.

## Reichweite
Nach der aktuellen Reichweitenanalyse E.M.A. NRW 2025 I erzielte Radio Emscher Lippe beim Wert „Hörer gestern“ (Montag bis Freitag) eine Quote von 27 %. Demnach schalten täglich etwa 102.000 Menschen ihr Lokalradio für Gladbeck, Bottrop und Gelsenkirchen ein.
Besonders erfolgreich ist der Sender in der sogenannten Kernzielgruppe der Hörerinnen und Hörer zwischen 14 und 49 Jahren. Hier erreicht Radio Emscher Lippe 28 %, das sind mehr als 50.000 Menschen täglich.
Radio Emscher Lippe erreicht einen Marktanteil von 32 % und bleibt damit Marktführer im Sendegebiet. Die Verweildauer im Programm (durchschnittliche, tägliche Hördauer in Minuten) liegt bei 236 Minuten.
Die durchschnittliche Stundenreichweite über den ganzen Tag (Montag – Freitag) beträgt 9 %, damit schalten pro Stunde ca. 35.000 Menschen ein. Die meistgehörte Morgensendung in Gladbeck, Bottrop und Gelsenkirchen ist „Radio Emscher Lippe am Morgen“ mit Vanessa Winkel und Timo Düngen.

## Unternehmen
An Radio Emscher Lippe sind die Verleger-Holding Radio Emscher-Lippe (96,47 Prozent Funke Mediengruppe und 3,53 Prozent Ruhr Nachrichten) mit 75 Prozent, die Stadtwerke Gelsenkirchen mit 19 Prozent, Peter Fiele mit 5,29 Prozent und die Stadt Bottrop mit 0,71 Prozent beteiligt. Vermarktungsaufgaben im Bereich Radio-Werbung wurden an Westfunk ausgelagert.

## Empfang
Radio Emscher Lippe deckt mit seinen UKW-Frequenzen die Stadtgebiete Gladbeck, Bottrop und Gelsenkirchen ab. Das Lokalradio ist auf zwei UKW-Frequenzen zu hören:
- 96,1 MHz: Fernmeldeturm in Gelsenkirchen, 100 Watt
- 98,7 MHz: Fernmeldeturm in Bottrop, 500 Watt

Radio Emscher Lippe ist zudem im Kabel und über Web-Stream zu empfangen.
Außerdem ist Radio Emscher Lippe per Text- oder Sprachnachricht auch über Whatsapp zu erreichen.